# Фаиз, Фаиз Ахмад
Фаи́з Ахма́д Фаи́з (урду فیض احمد فیض‎) (1911—1984) — известный пакистанский поэт на урду и деятель революционного движения в Пакистане. Был сторонником Коммунистической партии Пакистана и суфизма.

## Карьера
Изучал в университетах арабскую и английскую филологию.
В 1962 году ему была присвоена Международная Ленинская премия «За укрепление мира между народами».
Известная певица Икбаль Бано на концерте в Лахоре, «когда страна была на пике репрессий» в годы диктатуры Мухаммеда Зия-уль-Хака, в знак протеста военной диктатуре исполнила песню «Мы встретим день» на стихотворение Фаиза Ахмада Фаиза, который сам находился в тюрьме, а его работы были запрещены. Пятьдесят тысяч зрителей подхватили припев «Inqilab Zindabad!» (Да здравствует революция!)
В 1979 году, после казни Зульфикара Али Бхутто, Фаиз покинул Пакистан и жил до 1982 года в Бейруте, однако вернулся в Пакистан после возобновления гражданской войны в Ливане.
Незадолго до своей смерти был номинирован на Нобелевскую премию.

## Личная жизнь
В 1941 году Фаиз женился на Элис Фаиз, гражданкой Великобритании и членом Коммунистической партии Соединенного Королевства, которая была студенткой Правительственного колледжа университета, где Фаиз преподавал поэзию. Церемония бракосочетания состоялась в Шринагаре, в то время как церемония никях была проведена в Пари Махале . Фаиз и его жена жили в здании, которое сейчас является Правительственным колледжем для женщин. Начальник Фаиза, МД Тасир, который в то время был директором колледжа, позже женился на сестре Элис, Кристобель. На церемонии никах Фаиза присутствовали Бакши Гулам Мохаммад, Гулам Мохаммед Садик и шейх Абдулла. Хотя Элис выбрала пакистанское гражданство, она была важным членом Коммунистической партии Пакистана и сыграла значительную роль в деле о заговоре в Равалпинди, когда она объединила коммунистические массы. У Фаиза и его жены две дочери, Салима Хашми и Муниза Хашми.

## Книги
Издания на русском языке:
- Фаиз Ахмад Фаиз. Избранное. М.: Прогресс. 1977

Автор сценария пакистанского фильма 1959 года «Настанет день».